# Zájezd
Zájezd (en allemand : Sajest) est une commune du district de Kladno, dans la région de Bohême-Centrale, en Tchéquie. Sa population s'élevait à 134 habitants en 2020.

## Géographie
Zájezd se trouve à 3 km au nord-est du centre de Buštěhrad, à 9 km au nord-est de Kladno et à 19 km au nord-ouest du centre de Prague.
La commune est limitée par Dřetovice au nord, par Libochovičky à l'est, par Číčovice et Makotřasy au sud, et par Buštěhrad et Stehelčeves à l'ouest.

## Histoire
La première mention écrite de la localité date de 1316.

## Administration
La commune se compose de deux quartiers :
- Zájezd
- Bůhzdař